# Gudmund Stenersen
Gudmund Stenersen, född den 18 augusti 1863 i Ringsaker, död den 17 augusti 1934 i Oslo, var en norsk landskaps- och figurmålare, samt son till veterinären Stener Johannes Stenersen och brorson till författarinnan Karen Stenersen.
Stenersen blev student 1883 och praktiserade som tandläkare i Tønsberg 1886–1889 men ägnade sig därefter helt åt målarkonsten samt vistades 1889–1894 mest utomlands och studerade hos Bonnat och Cormon i Paris, senare i München och Italien. Hans bilder från Sogn, Nordfjord och Jæderen är förträffliga.
Stenersen fick silvermedalj i Paris 1900 och guldmedalj i München 1901. Han är representerad på många gallerier, i Norge bland annat i konstmuseet i Oslo. Vid tävlan om plafondmålning i Nationalteatrets foajé 1899 fick han första pris. Stenersen var 1908–1910 ordförande i Kristiania kunstnerforening och stiftade 1902 Bildende kunstneres sykekasse.